# Росдорф (Тюрингія)
Росдорф (нім. Roßdorf) — громада в Німеччині, розташована в землі Тюрингія. Входить до складу району Шмалькальден-Майнінген.
Площа — 17,28 км2. Населення становить 587 ос. (станом на 31 грудня 2021).